# Феодосий Тырновский
Феодосий Тырновский (болг. Теодосий Търновски, в миру Феодор; ок. 1300 — 1363) — православный святой, преподобный, известный деятель болгарской церкви, монах-исихаст, ученик преподобного Григория Синаита, основатель Килифаревского монастыря, просветитель, деятельность которого вышла далеко за пределы его родины.

## Жизнеописание
Житие преподобного Феодосия было написано вскоре после его смерти соучеником и другом святого патриархом Константинопольским Каллистом (1350—1354;1355—1363). Однако греческий текст был утрачен, а известный единственный экземпляр болгарского перевода Владислава Грамматика, сделан в 1479 году, то есть более чем через столетие после кончины преподобного. До недавнего времени сомнения в соответствии этого документа тексту святого Каллиста никто не высказывал, однако современное текстологическое исследование поставило под вопрос этот факт. Более того, в тексте некоторыми исследователями указан ряд анахронизмов, которые по мнению критиков не мог допустить очевидец событий патриарх Каллист. Предполагается, что перевод Владислава Грамматика — поздняя компиляция текста, собравшая ряд непроверенных сведений. Кроме этого основного источника сведения о преподобном Феодосии есть в житии преподобного Ромила Видинского, в «Слове похвальном патриарху Евфимию» Григория Цамблака

### Ранние годы
Как сообщает нам «Житие» преподобного Феодосия, святой стремился сделать место своего рождения неизвестным, скрывая свою национальность, однако определённо указано, что он был болгарином. По всей видимости, будущий преподобный родился в Видинском крае, в Болгарии. Социальное происхождение преподобного Феодосия так же неизвестно. Встречается утверждение, что «святой является потомком бдинских Шишмановичей и близким родственником царской семьи», но трудно сказать, на чём оно основано. Другое мнение предполагает, напротив, незнатность его происхождения.
Согласно житию, ещё молодым Феодор постригся в Видинском монастыре Святого Николая Арчар. Его наставником был игумен монастыря Иона. После смерти игумена Феодосий оставил монастырь своего пострижения и ушёл в Тырновский монастырь Пресвятой Богородицы Одигитрии на Святой горе. В поисках духовного совершенства и нелестного наставления будущий святой сменил несколько монастырей, пока не услышал о преподобном Григории Синаите, к которому в Парорию со всех сторон стекались ученики.

### Ученик преподобного Григория Синаита
Под руководством великого подвижника Феодосий достиг высот созерцания и монашеских добродетелей. Преподобный Григорий благословил его совершать уединённую молитву, что согласно учению отцов говорит о полном очищении от страстей.
По благословению своего наставника святой Феодосий ходил в Тырново, чтобы просить покровительства и защиты от разбойничьих набегов Парорийской пустыни у царя Болгарии Иоанна-Александра. Правитель болгарского царства принял посланников великого святого со всем вниманием. Результатом посольства стала реальные меры по защите пустынников от разбойничьих набегов, а также существенная материальная помощь.
По смерти преподобного Григория, которая последовала в 1346 году, братия предложила Феодосию стать их игуменом и наставником, но он, стремясь к совершенству, отказался от этого поста.
Вскоре, вместе со своим учеником Романом Тырновским, преподобный оставил Парорию и отправился на Афон, в лавру святого Афанасия. Далее был болгарский монастырь Зограф, известный как центр книжности и просвещения. Пробыв на Афоне около двух лет, Феодосий, отпустив Романа на родину, отправился в Салоники, ещё один центр исихазма, где действовал святитель Григорий Палама. Таким образом, святой Феодосий посетил многие монашеские центры, в которых ранее побывал его прославленный учитель. Это длительное паломничество позволило преподобному Феодосию познакомиться практически со всеми духовными центрами исихазма в империи и на Балканах. Далее через Константинополь святой вернулся вновь в Парорию, однако надолго здесь не остался и вскоре отправился в уже знакомые ему Сливенские горы, где встретил своего друга и спутника Романа. Однако поиски места для уединённой молитвы и безмолвия натолкнулись на угрозу со стороны разбойников. Решено было идти в столицу Болгарии Тырново.

### Килифаревский монастырь
Преподобный Феодосий прибыл в Тырново примерно в 1349 году. Здесь святой обратился к царю Иоанну Александру, с которым уже был знаком, когда выполнял поручение своего наставника. Получив от монарха всестороннюю поддержку, в старой римской крепости на Килифаревской горе в 20 километрах от столицы, он, вместе с преподобным Романом, основал монастырь Пресвятой Богородицы. Царь выделил значительные средства на строительство и благоустройство нового монастыря. Так возник новый центр духовного просвещения и исихазма — известный Килифаревский монастырь. Монастырь быстро наполнился послушниками. Среди насельников нового монастыря были не только болгары, но и сербы, унгры (венгры), волохи (румыны).
Точных сведений об устройстве и уставе монастыря нет. П. А. Сырку, ссылаясь на сравнительное упоминание в «Слове похвальном патриарху Евфимию» Григория Цамблака, считает, что вероятно они были близки порядком Синайской горы. По мнению Сырку, это могло быть, хотя бы частично, скитское устройство. Отмечая генетическую связь монахов-безмолвников, Сырку считает, что «некоторые понятия об устройстве этого монастыря могут дать нам устав скитской жизни преподобного Нила Сорского и отчасти установления старца Паисия Величковского». «Житие» же называет обитель «чудным скитом».
Следуя традиции своего наставника преподобного Григория Синаита, Феодосий превратил Килифаревский монастырь в центр духовного просвещения. Богатая святоотеческая библиотека, собранная преподобным во время его путешествия, стала основой для переводов с греческого на славянский значительного количества духовной литературы. Килифаревская богословская школа стала образцом для духовного просвещения славянских стран. Именно здесь учеником преподобного Дионисием с греческого на славянский был переведён сборник Иоанна Златоуста «Маргарит». В. Киселков считает, что сам Феодосий перевёл творения своего учителя Григория Синаита. Однако точных сведений о переводах самого преподобного нет.
Уже в конце своей жизни Феодосий, опасаясь турецких набегов, решил перенести свою школу в другое, более удалённое от столицы место. Однако царь, не желая далеко отпускать от себя святого, предоставил возможность ему устроиться неподалёку от Тырнова в гористой местности Пера, где были построены церковь и кельи.

## Кончина и почитание преподобного Феодосия

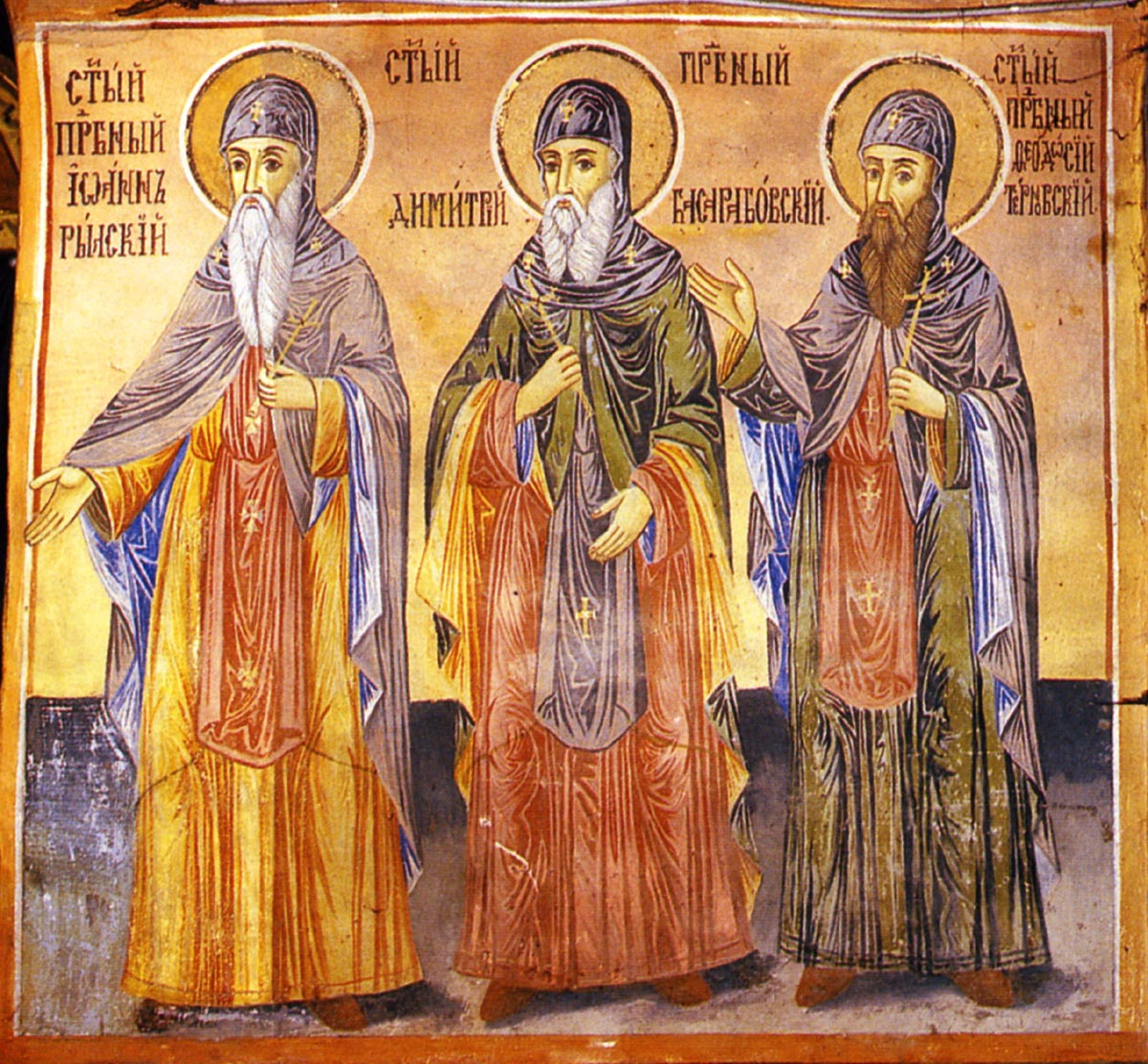
Захарий Зограф.
Преподобные Иоанн Рыльский, Дмитрий Басарабский и Феодосий Тырновский.
Роспись церкви Успения Богородицы Троянского монастрыря. Болгария. 1847 год.

В конце своей жизни преподобный много болел, однако не оставлял монашеских подвигов. Во время болезни он писал патриарху Каллисту о своём желании приехать в Константинополь и получил приглашение. «Житие» сообщает, что патриарх Феодосий был против отъезда святого, однако в начале 1363 года Феодосий вместе с четырьмя своими учениками (среди которых были будущий болгарский патриарх Евфимий и, возможно, митрополит Киевский Киприан) тайно на корабле отправились в путь и прибыл в столицу империи. Патриарх Каллист, зная, что его друг желает продолжить подвиги безмолвия, приготовил ему келью в монастыре святого Маманта, где некогда постригся, а потом игуменствовал преподобный Симеон Новый Богослов.
Преподобный Феодосий покинул этот мир в 1363 году 27 ноября, в день памяти своего наставника. Похоронен в монастыре святого Маманта. Канонизирован в Константинопольском патриархате вскоре после преставления. Житие преподобного написано святым патриархом Каллистом. Память в болгарской церкви совершается 17 февраля и 27 ноября. Когда началось его почитание в Болгарии — сказать трудно.

## Взгляды преподобного Феодосия

### Отношения с болгарским патриархом
Как и большинство представителей течения исихастов, преподобный Феодосий отличался интернациональностью своих взглядов. Как утверждает его агиограф, патриарх Каллист, сам он всегда старался скрыть свою национальность, заявляя, что его родина — Горний Иерусалим, а братья и родственники — Небесное воинство.
Однако эти убеждения святого явно входили в противоречие с настроениями в самой Болгарии. Болгария в это время ведёт националистическую политику, и националистическая партия в стране сильна. К ней примыкает и болгарский патриарх Феодосий II (1348 — 1363гг). Отношения Болгарской Церкви и Вселенского патриархата прерваны. Поэтому демарши в адрес Константинополя следуют один за другим. Так Болгарская патриархия, не получившая при своём утверждении права варения мира, перестала принимать его из Константинополя. Болгарский патриарх играет активную роль в неканоническом возведении сербского патриарха Иоаникия. Произошло это в 1346 году, во время гражданской войны между сторонниками Анны Савойской и великим доместиком Иоанном Кантакузиным. Сербия и Болгария активно поддерживают противников Кантакузина. Несколько позже (в 1352 году) болгарским патриархом на русскую Киевскую митрополию был поставлен не получивший в Константинополе поддержки Феодорит. Таким образом, Тырново косвенно заявило притязания и на Киевскую митрополию, крупнейшую в Константинопольском патриархате.

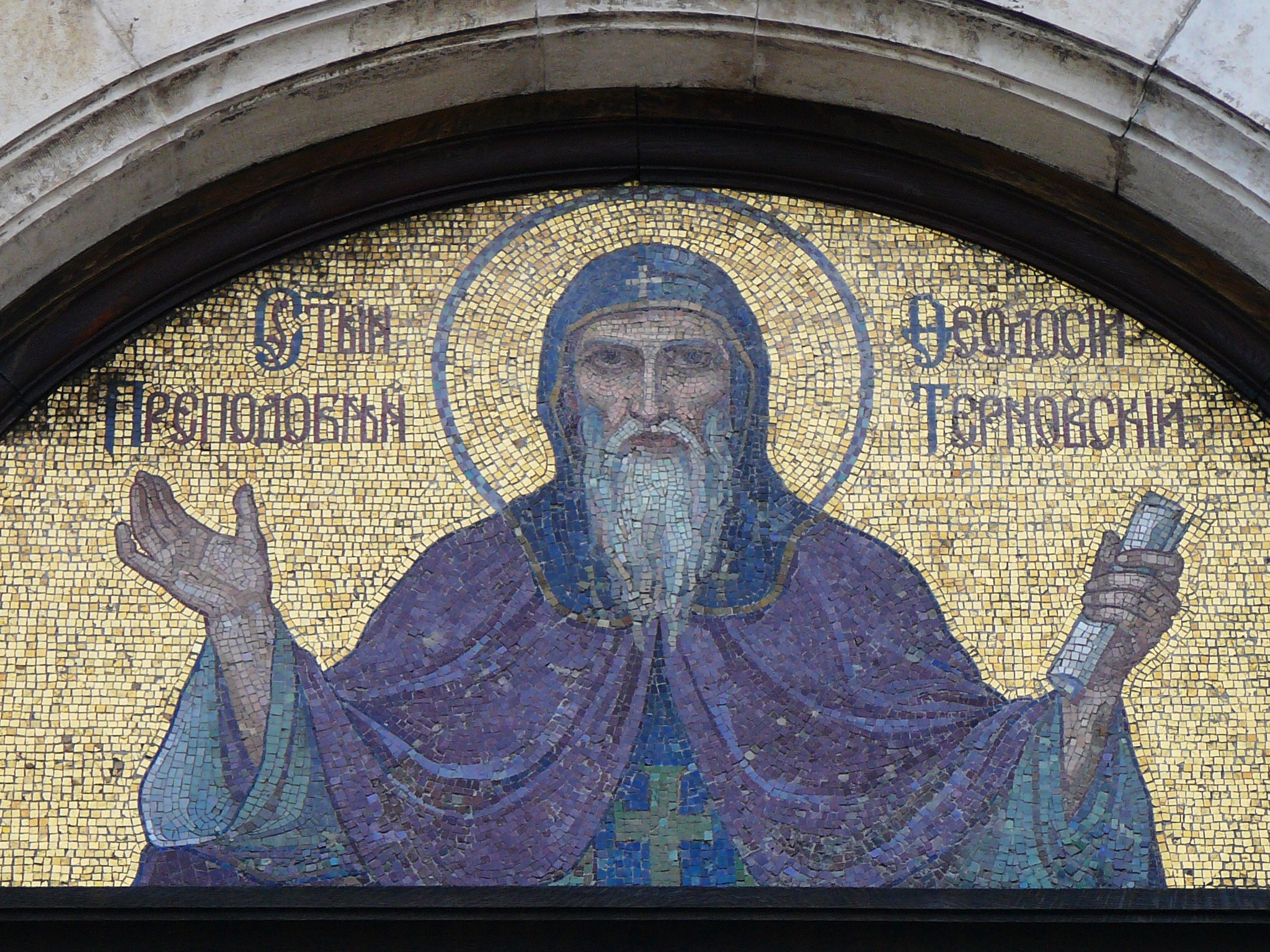
Феодосий Тырновский.
Мозаика собора Александра Невского в Софии

Константинополь проявляет сдержанность и только в 1352 году патриарх Каллист, друг и соученик преподобного Феодосия, наложил отлучение на Сербскую Церковь. Вопреки позиции Болгарского патриарха, Феодосий остаётся сторонником единства Православной Церкви. Именно Феодосий отправил послание патриарху Каллисту с обличением нарушений в Болгарской Церкви. Произошло это вероятно в 1355 году, когда и появилось патриаршее послание болгарскому духовенству. Среди нарушений назывались отказ возносить имя Вселенского патриарха на литургии и нарушения при совершении таинства крещения, то есть неиспользование канонически освящённого мира. Крещаемых помазывали от мироточащих мощей святых великомучеников Дмитрия Солунского и святого Варвара.
Подробности отношений преподобного Феодосия и патриарха Феодосия II нам не известны. Вероятно, они были непростыми. «Житие» святого показывает болгарского патриарха человеком «простым», который прибегает к помощи преподобного Феодосия в трудных ситуациях. Однако существует устойчивое мнение, что святой в конце своей жизни оставил Болгарию и перебрался в Константинополь именно под давлением национальной партии.

### О соборах на еретиков в Тырново
«Житие» сообщает о активном участии преподобного в соборах против еретиков. Более того, соборы созываются по его инициативе, он играет на них ключевую, ведущую роль. Однако вопрос о его активной борьбе с ересями поставлен под сомнение рядом учёных. Причиной называют анахронизмы, обнаруженные в житии святого. Сомнение вызывает и факт, что монах созерцательного направление, какой была школа преподобного Григория Синаита, проявлял столь большую активность в церковной политике. В частности, архимандрит Павел Стефанов по этому поводу пишет: «Согласно этому произведению жизнь церкви диктовалась скромным отшельником Феодосием, пока соимённый ему патриарх отодвинут на второй план и даже назван презрительно „простым“ и „никак не благосклонным“». Иными словами предполагается, что в соборах ведущую роль играл всё-таки патриарх Феодосий II, а не преподобный Феодосий.
Первый собор, как излагает «Житие», был собран против дуалистической ереси богомилов. Предположительно собор состоялся около 1350 года. Справедливо замечание, что богомильство вряд ли была актуально в Болгарии XIV века. Тем более что взгляды осуждённых в отношении богомильства буквально противоположные: по их мнению, Бог владеет землёй, а дьявол небом. Не исключено, что речь идёт о каких-то представлениях, распространённых в народной среде, возможно усилившихся (как предполагает архимандрит Павел Стефанов) вследствие катастрофической эпидемией бубонной чумы и прочих бедствий середины XIV века. Другие случаи, описанные в «Житии», тоже напоминают скорее некие народные верования, имеющие свои корни в языческой психологии. Однако, упоминания о широком еретическом движении, отождествляемом с богомильством, и о котором повествует житие Феодосия, находим в других современных им источниках. О них согласно пишет Никифор Григора, несколько ранее о богомилах пишет митрополит Солунский Симеон (ум. 1329 году). Известно, что их толпы были изгнаны с Афона в 1344 году. Что касается присвоения этим мнениям наименований богомильской или мессалианской ереси, то уместным будет предположить, что в этом случае мы имеем дело с проявлением прецедентного права , характерной особенностью правового сознания, когда новоявившиеся мнения отождествляются с уже соборно осуждённой ересью.
Спор с монахом Феодоритом, который распространял «хуления Варлаама и Акиндина», уже осуждённых на Константинопольских соборах 1347 и 1351 годов, вполне вероятен и анахронизмом его назвать нельзя. Было ли это в рамках собора или нет, вопрос другой. Принадлежавший течению монахов-исихастов, преподобный мог быть участником полемики о природе Фаворского Света. П. А. Сырку предполагает возможное участие Феодосия, вместе со своим учителем преподобным Григорием Синаитом, в соборе 1341 года.
Что касается второго собора, то сведения о нём, представленные в житии, достаточно полные. Создаётся впечатление, что писавший пользовался какими-то соборными материалами. По меньшей мере, приведён подробный поимённый список присутствующих на соборе, в частности болгарских иерархов, состоящий, кроме патриарха, из семи митрополитов и одного архиепископа и представлявших более половины болгарских епархий. Приведено описание соборного постановления, писанного червлёными чернилами и запечатанного царской печатью. Указан год: 6868 (1360). По ряду обстоятельств в науке датой собора принято считать сентябрь-октябрь 1359 года. Однако можно встретить и датировку 1355 годом. Как сообщает «Житие», поводом для собора послужила активизация иудейской пропаганды, вызванная надеждами иудеев на новую царицу Феодору, крещеную еврейку. Впрочем, надеждами напрасными. Еретики «дерзеша хулити на иконы Господа нашего Иисуса Христа, и на пречистую Его Матерь, Пресвятую Богородицу. И не только честныя иконы хуляше, но и божественные храмы и приносимая в них жертвы безстудно хуляше и уничижающе». Осуждению подверглись так же священники и иноки. В общем, обычный ряд иудейский «хулений». Проф. Б. Мелиоранский считает, что речь идёт не о иудеях, а о болгарских жидовствующих и связывает события в Болгарии с солунскими событиями 30-х-40х годов.
Результатом собора было осуждение царём трёх «хульников евреев» к смерти. Однако смертная казнь им была заменена на иное наказание. Один из них спасаясь, раскаялся и получил прощение, другой стал жертвой разъярённой толпы, третьему же урезали язык, губы и уши.
Кроме «еврейских ересов» собор осудил и «скверную и богомерзкую богомильскую, и ещё и другую новоявленную, варлаамову и акиндиеву». Исходя из сказанного выше, вряд ли стоит считать это осуждение анахронизмом. К тому же столь представительное собрание болгарских архиереев могло быть использовано для соборного закрепления результатов антиеретической деятельности. Что касается «новоявившейся ереси Варлаама и Акиндина», возможно, своим осуждением собор лишний раз подчёркивал независимость болгарской церкви от Константинополя.

## Ученики Феодосия Тырновского
- Евфимий Тырновский
- Киприан (митрополит Киевский)
- Роман Тырновский
- Дионисий Дивный